# Parque de Zacatelco
El Parque de Zacatelco, originalmente llamado Parque Domingo Arenas e informalmente llamado Zócalo de Zacatelco, es la plaza mayor de Zacatelco, en el estado mexicano de Tlaxcala. Fue inaugurado el 5 de mayo de 1967 por Antonio Aguilar. En mayo de 2015 fue totalmente remodelada inspirada en la Plaza de la Constitución de la Ciudad de México. La plaza se localiza en el centro de la ciudad, frente a la Parroquia de Santa Inés y a la Carretera Federal 119, su principal arteria vehicular.

## Historia
La plaza de armas de la ciudad fue inaugurada el 5 de mayo de 1967 por Antonio Aguilar, durante el gobierno del alcalde Hilario Gutiérrez Maldonado, diseñado a partir del modelo del parque municipal de Atlixco. El parque se construyó gracias a las donaciones económicas por habitantes y obreros de la ciudad.
El primer diseño de la plaza de armas fue de bancas de cemento cubiertas de talavera amarilla y verde con pequeños paisajes en el respaldo. En el centro se encontraba una fuente y un quiosco, mientras que en las esquinas tenía jardineras que eran rodeadas por barandales de estilo colonial.
El 20 de mayo de 2015 durante el gobierno del alcalde Francisco Román Sánchez, el zócalo tuvo una remodelación a través de recursos municipales y federales cercano a los cuatro millones de pesos.